# Juan Pablo Pérez Alfonzo
Juan Pablo Pérez Alfonzo (Caracas, Venezuela, 13 de diciembre de 1903 – Georgetown University Hospital, Washington D. C., Estados Unidos, 3 de septiembre de 1979) fue un abogado, político, diplomático y profesor universitario venezolano. Conocido popularmente como «el padre de la OPEP», «el profeta olvidado» o «el caballero guerrillero». De acuerdo con Miguel Jaimes, especialista en materia petrolera, el legado de Pérez Alfonzo fue garantizar autonomía y liderazgo de los países petroleros sobre sus industrias frente a los intereses de empresas extranjeras.
Según el periodista William D. Smith, Pérez Alfonzo se consideró a sí mismo con un «provenezolano» quien «buscaba justicia» para Venezuela «con respecto a los ingresos del petróleo» y que deseaba conservar ese «patrimonio para las generaciones futuras»; sin embargo, en 1975, desencantado con la marcha de la política petrolera venezolana afirmó que «el petróleo es el excremento del diablo» debido al despilfarro y la administración ineficiente de la renta petrolera en aquel entonces, contrapuesta a su visión de uso austero y racional de los ingresos por este recurso y su llamado de diversificación económica.

## Biografía

### Primeros años
Sus padres fueron Juan Pablo Pérez Betancourt y Carmen Alfonzo de la Torre. Sus primeros estudios los realizó bajo la tutela de sacerdotes franceses en la ciudad de Caracas para luego ingresar en los estudios secundarios en el Liceo San José, donde se gradúa a los 18 años de edad como bachiller en ciencias físicas y matemáticas.
En 1922, viajó a la ciudad de Baltimore (Estados Unidos) para cursar estudios de Medicina en la Universidad Johns Hopkins, pero no pudo iniciar inmediatamente debido a que necesitaba mejorar su inglés. Se dedicó a estudiar el idioma, pero debido a las dificultades económicas que presentaba su familia en ese entonces regresa a Caracas en 1923.
En este mismo año ingresa a estudiar Derecho en la Universidad Central de Venezuela, al poco tiempo logra conseguir un trabajo como auxiliar en el bufete de abogados de Carlos Sequera, uno de los mejores de Caracas para ese entonces. Finaliza sus estudios en Derecho y obtiene el título de Doctor en Ciencias Políticas y Sociales en la Universidad Central de Venezuela, presentando su tesis de grado con el título «La legítima defensa de los derechos patrimoniales». Ejerció la profesión de abogado durante varios años, especializándose en Derecho Civil.

### Vida profesional

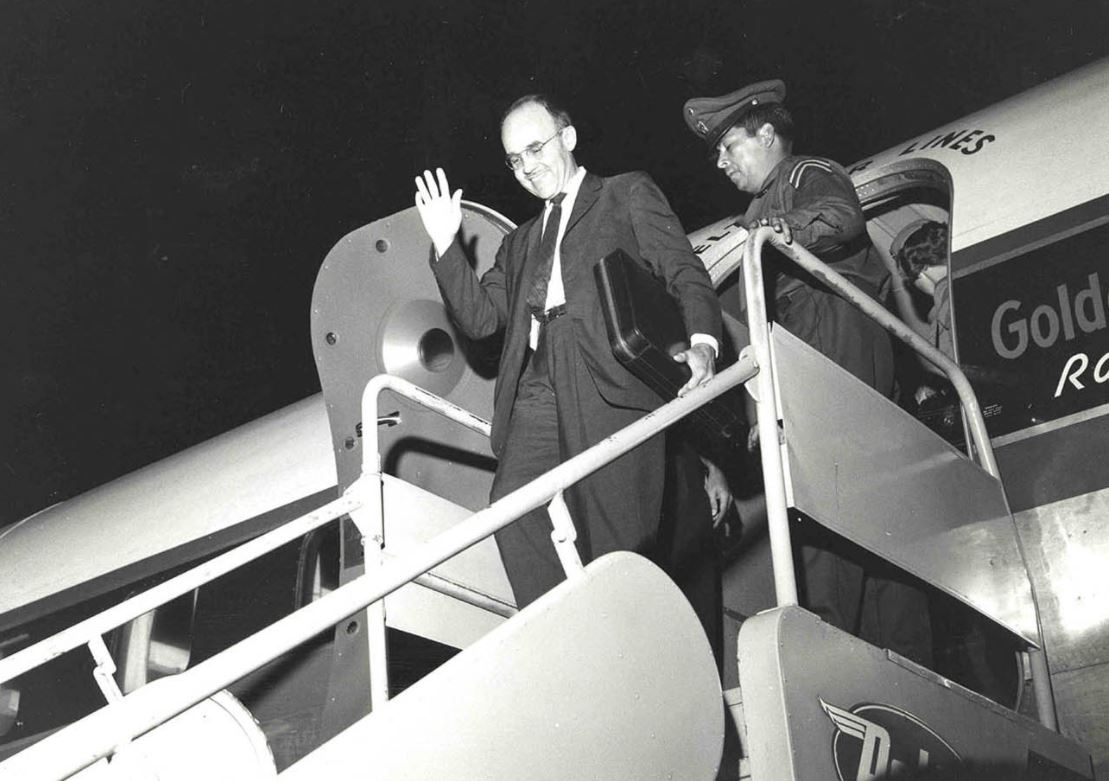
Pérez Alfonzo al regresar de Bagdad tras la creación de la OPEP en 1960.

Fue profesor de Derecho Civil en la Universidad Central de Venezuela.
Participó en la fundación del partido político Acción Democrática en 1941. Durante el primer gobierno de este partido (1945-1948) fue ministro de Fomento de la Junta Revolucionaria de Gobierno presidida por Rómulo Betancourt, cuando las actividades petroleras estaban controladas por dicho ministerio, propone la tesis del fifty-fifty (50-50), según la cual la participación del Estado en las ganancias de las empresas petroleras no puede ser menor del 50 %. También el Ejecutivo firmó los convenios para construir refinerías en Amuay, Cardón, Bajo Grande, Puerto La Cruz y El Chaure.
Durante el breve gobierno de Rómulo Gallegos que lo había ratificado en el cargo, Pérez Alfonzo logra establecer la tasa impositiva del fifty-fifty establecida el 12 de noviembre de 1948 e inició actividades destinadas a crear una organización de los países productores de petróleo más importantes con el fin de defender sus intereses sobre un recurso natural no renovable en el marco de un mercado mundial dominado por un cartel de empresas transnacionales que luego sería denominado las Siete Hermanas.
Al ser derrocado el presidente Gallegos en noviembre de 1948, Pérez Alfonzo fue encarcelado durante nueve meses y luego fue exilado a los Estados Unidos en 1949. En Washington D. C. estudió intensamente las estrategias reguladoras desarrolladas por la División de Crudo y Gas de la Comisión de Ferrocarriles de Texas (TRC, por Texas Railways Comission) para contrarrestar los monopolios que ejercían los grandes magnates como Rockfeller y Brickell.  Más aún, llegó a sentir una gran admiración por el señor Clarence G. Gilmore, veterano Comisionado Jefe de la TRC quien era partidario de una administración paritaria del recurso natural —entre productores y la agencia gubernamental que dirigía— para racionalizar costos y ganancias y conservar las reservas del crudo.
En 1958 regresó de su exilio en México a prestar un servicio público como Ministro de Minas e Hidrocarburos de Venezuela durante el gobierno que presidió Rómulo Betancourt (1959-1964) con la finalidad de establecer su política petrolera del llamado Pentágono de Acción dirigida a una mayor participación del Estado en la industria de los hidrocarburos y concluir la creación de la Organización de Países Exportadores de Petróleo (OPEP). A principios de 1960, Pérez Alfonso asistió en El Cairo, al frente de la delegación venezolana, al I Congreso Petrolero Árabe donde se reúne con el futuro ministro de Petróleos de Arabia Saudita Abdullah al Tariki, a quien le confió su propuesta, con el asesoramiento de dos antiguos funcionarios de la TRC, de formar un cartel petrolero con un sistema de cuotas de producción que estabilizara los precios por la vía del volumen de oferta y así evitar el despilfarro económico de un recurso que se agota sin posibilidad de renovarse. La propuesta fue aceptada sin reservas por los países productores del golfo Pérsico y en agosto de aquel mismo año fue fundada la OPEP en Bagdad con cinco países miembros: Arabia Saudita, Irak, Irán, Kuwait y Venezuela. En el mismo año, por iniciativa suya, se creó la Corporación Venezolana de Petróleo (CVP).  
Pérez Alfonzo le presentó la carta de renuncia como Ministro de Minas e Hidrocarburos, al Betancourt desestimar su propuesta del «Pentágono  de Acción», específicamente en el punto de «No más concesiones a empresas transnacionales». Betancourt no la aceptó. Pérez Alfonzo se retira del gobierno y se aparta de la actividad política. El enlace entre el presidente Betancourt y el ministro Pérez Alfonzo era el Viceministro de Petróleo, quien le hacía llegar cualquier documento al Dr. Pérez Alfonzo para que lo suscribiera. Por sus esfuerzos dentro y fuera de Venezuela, algunos lo han llamado el «Caballero Guerrillero». Dimitió de la OPEP porque perdió la fe en ella, creyendo que la misma se dedicaría a desarrollar los países pobres con el comercio justo de petróleo, por el contrario la OPEP se dedicó a comerciar con los países desarrollados que podrían pagar el precio que la organización impusiera.

### Trayectoria posterior

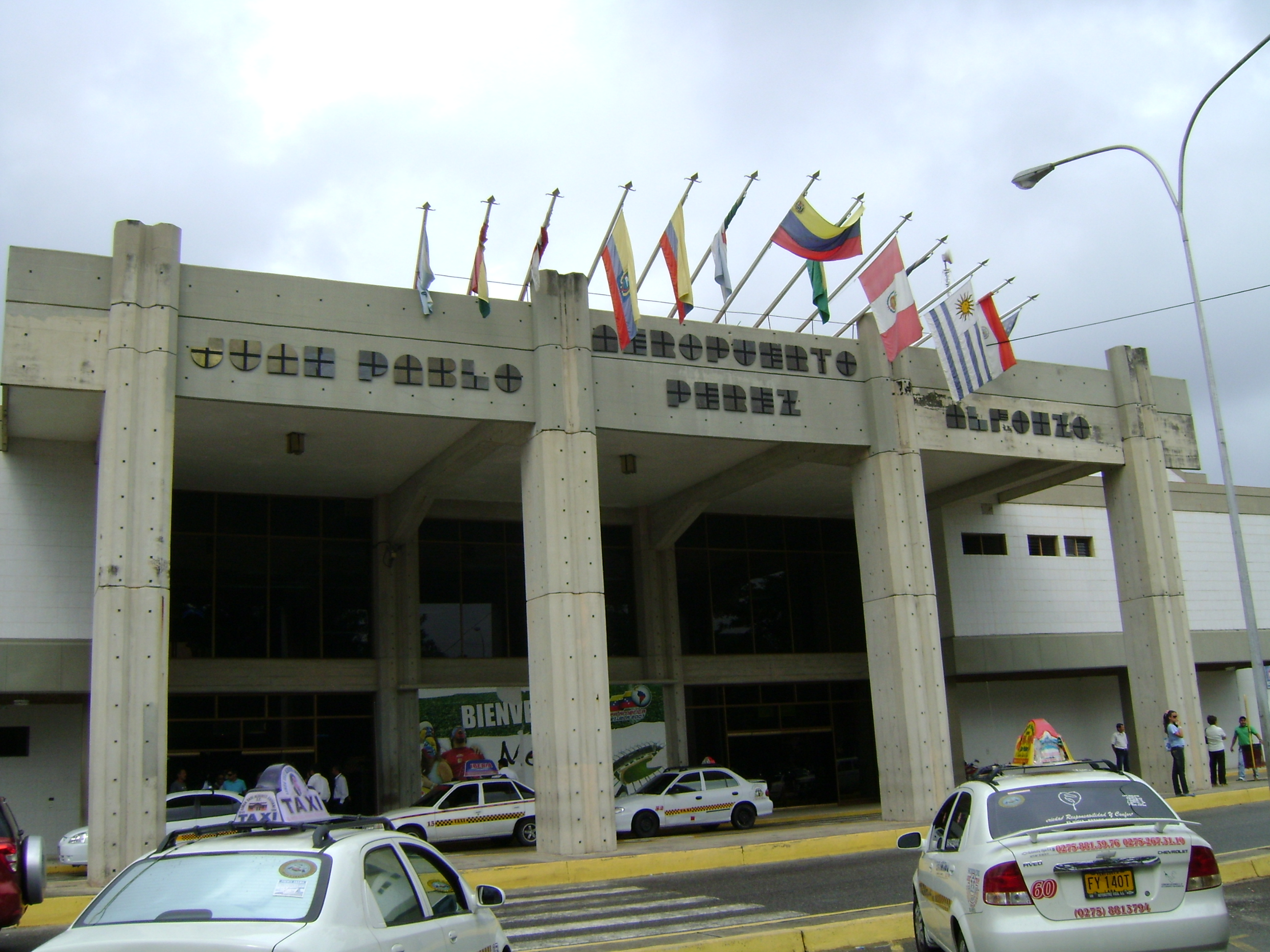
Aeropuerto Juan Pablo Pérez Alfonzo en El Vigía, estado Mérida.

Mantuvo su actividad pública hasta 1964 y posteriormente el gobierno de Raúl Leoni empleó su propuesta del «Pentágono de Acción» para impulsar los cambios propicios dentro de la industria de los hidrocarburos. Entre ellos, una mayor influencia del Estado venezolano sobre los asuntos petroleros, el no otorgamiento de más concesiones a empresas transnacionales explotadoras del crudo y el fortalecimiento de la OPEP, así como de la CVP.
Durante sus últimos años de vida, desde su casa en Los Chorros, se dedicó al estudio de problemas que consideraba más importantes que el petróleo, tales como la educación y salud de los niños, el crecimiento demográfico en los países subdesarrollados, la corrupción de valores causada por el exceso de divisas petroleras en el país, etc. Nunca pudo dejar de preocuparse por los problemas del país, murió a los 76 años de edad, debido a un cáncer del páncreas, en la ciudad de Washington D. C., Estados Unidos, el 3 de septiembre de 1979. El aeropuerto internacional de la ciudad de El Vigía, estado Mérida, fue nombrado en homenaje a Pérez Alfonzo.

## Pentágono de Acción
El Pentágono de Acción fue un plan propuesto por Pérez Alfonzo para cambiar la estructura fundamental de la política petrolera impuesta en Venezuela a partir de 1953. Los cinco puntos o lados que conformaban el Pentágono de Acción eran:
1. Participación razonable: se pretendía una participación del Estado más adaptada a la realidad económica y política en el contexto nacional e internacional, con lo cual, a nivel porcentual, debía estar 65% del Estado y 35% las concesionarias que seguían prestando servicios.
2. Creación de una Comisión Coordinadora para la Conservación y Comercio de los Hidrocarburos: su función, entre otras, era profundizar en estudios del estado de la industria petrolera, coordinar entre órganos competentes en la materia.
3. Corporación Venezolana de Petróleo: su creación iba a permitirle al Estado dar sus primeros pasos en la operación de las actividades petroleras.
4. No más concesiones: disposición casi absoluta por parte del Estado a no otorgar nuevas concesiones, ni renovar las existentes, en apego a un crecimiento progresivo del Estado en la operación de las actividades petroleras con miras a una nacionalización de la industria en el corto plazo.
5. Organización de Países Exportadores de Petróleo: era el punto primordial en el ámbito internacional, que iba a permitir mayores beneficios y fortaleza del petróleo venezolano en el mercado internacional, con la unión de otros países exportadores, en contraposición a las políticas de precios y condiciones que establecían las empresas transnacionales. Se recuerda el poder económico, político, de las denominadas «Siete Hermanas» en el mercado internacional, y que sólo con la agrupación y acción conjunta de los Países Exportadores podían ser disminuidos.

## Obra
- Petróleo: jugo de la tierra. Caracas: Editorial Arte, 1961.
- La Dinámica del petróleo en el progreso de Venezuela. Caracas: Universidad Central de Venezuela, 1965.
- Petróleo de vida o muerte (debate con Arturo Uslar Pietri). Caracas: Editorial Arte, 1966.
- El pentágono petrolero: la política nacionalista de defensa y conservación del petróleo. Caracas: Revista Política, 1967.
- ¿Hasta cuándo los abusos de La Electricidad?: informe sobre el caso Guarenas. Guarenas: Concejo Municipal, 1969.
- Petróleo y dependencia. Caracas: Síntesis Dos Mil, 1971.
- Hundiéndonos en el excremento del diablo. Caracas: Editorial Lisbona, 1976.
- El desastre (junto con Domingo Alberto Rangel y Pedro Duno). Valencia: Vadell Hermanos, 1976.
- Alternativas (junto con Iván Loscher). Caracas: Garbizu & Todtmann Editores, 1976.
- Venezuela y el petróleo. Caracas: Editorial Centro Gumilla, 1976.